# Аустралија на Летњим олимпијским играма 1904.
Аустралија је учествовала на Летњим олимпијским играма 1904. у Сент Луису, Мисури, САД. Иако је ово био трећи пут да спортисти из Аустралије учествују на Олимпијским играма, ово је био први пут да представљају Комонвелт Аустралије (независна Аустралија) који је основан 1901. године. 
На игре у Сент Луису су послата два аустралијска такмичара, док је трећи, Френсис Гејли, у ствари постао амерички држављанин и пливао је за екипу САД. Френк, иако ређени Аустралијанац, је на овим играма за САД освојио 3 сребрне медаље и једну бронзану. 

## Освајачи медаља
Аустралија на овим играма са два своја представника није освојила ни једну медаљу.

## Резултати

### Атлетика
| Дисциплина         | Позиција | Атлетичар       | Круг            | Укупно               |
| ------------------ | -------- | --------------- | --------------- | -------------------- |
|                    |          |                 |                 |                      |
| 110 метара препоне | 5-7      | Кори Гарднер    | нп 4 у 1. групи | није се квалификовао |
| 110 метара препоне | 5-7      | Лесли Макферсон | нп 3 у 2. групи | није се квалификовао |
|                    |          |                 |                 |                      |

| Дисциплина | Позиција | Атлетичар       | Укупно |
| ---------- | -------- | --------------- | ------ |
|            |          |                 |        |
| скок удаљ  | 7-10     | Кори Гарднер    | нп     |
| скок удаљ  | 7-10     | Лесли Макферсон | нп     |
|            |          |                 |        |